# 22
| [ Edytuj tabelę ] |                         |
| Król Armenii      | - 18 Artakses III 34    |
| Cesarz Chin       | - 9 Wang Mang 23        |
| Władca Korei      | - 18 Daemusin 44        |
| Król Mauretanii   | - 25 p.n.e. Juba II 23  |
| Król Nabatei      | - 9 p.n.e. Aretas IV 40 |
| Król Partów       | - 8 Artabanus II 40     |
| Cesarz Rzymu      | - 14 Tyberiusz 37       |
| Król Tracji       | - 19 Remetalkes II 38   |

Rok 22 / XXII
stulecia: I wiek p.n.e. ~
I wiek ~
II wiek

lata: 12 «
17 «
18 «
19 «
20 «
21 «
22
» 23
» 24
» 25
» 26
» 27
» 32

## Wydarzenia
- Lucjusz Eliusz Lamia został namiestnikiem rzymskiej prowincji Syria
- Daemusin, król koreańskiego państwa Goguryeo, najechał Królestwo Dongbuyeo (Buyeo), zabił jego króla i zagarnął część terytorium
- Decimus Haterius Agryppa oraz Gajusz Sulpicjusz Galba zostali konsulami rzymskimi

## Urodzili się
- Boudika – królowa Icenów zamieszkujących wschodnią Brytanię
- Faustus Cornelius Sulla Felix – przedstawiciel rzymskiej dynastii julijsko-klaudyjskiej, prawnuk Marka Antoniusza i Oktawii
- Biskup Oronzo z Lecce – święty Kościoła katolickiego

## Zmarli
- Gaius Ateius Capito – prawnik, założyciel rzymskiej szkoły prawniczej Sabinianów
- Junia Tertia – żona rzymskiego generała Gajusza Kasjusza Longinusa, a siostra Marka Juniusza Brutusa